# Cuarteto La Catrina
El Cuarteto La Catrina es un grupo formado por cuatro residentes estadounidenses especializados en música clásica y tradicional del continente americano y europeo. El grupo fue formado en 2001 por cuatro estudiantes de la Universidad Western Michigan. El cuarteto La Catrina hace giras regulares en Estados Unidos y México, con alrededor de 50 presentaciones en escenarios como el Musical Instrument Museum (Phoenix), la Sinfonía Space en Nueva York y el Festival Internacional Cervantino. El cuarteto ha colaborado con orquestas y compositores para crear nueva música y grabar piezas con artistas latinoamericanos. En 2012 el grupo ganó un Grammy Latino como Mejor Canción Clásica con Brasilero. También ha ganado el premio Beca de Investigación y Creación de la Universidad Western Michigan y el premio Beca Creativa y Consejo de Artes de Carolina del Norte.

## Repertorio y trabajo
Nombrados en honor a la figura de La Catrina creada por el caricaturista mexicano José Guadalupe Posada, el trabajo del cuarteto se caracteriza por la mezcla entre lo tradicional latinoamericano y las piezas clásicas europeas, teniendo en promedio alrededor de cincuenta conciertos al año, en su mayoría en lugares de México y Estados Unidos como la Universidad de Washington en Seattle, el New Museum of Musical Instruments en Phoenix, el Symphony Space en Nueva York, la Universidad Estatal de Utah, la Embajada de México en Washington D. C., el Festival de Música de Cámara en Morelia y el Festival Internacional Cervantino. Su repertorio incluye trabajos nuevos por compositores estadounidenses y del resto del continente americano, canciones latinoamericanas poco conocidas en Estados Unidos y nuevas interpretaciones de piezas clásicas escritas antes del siglo XX.

## Miembros
Los miembros actuales del grupo incluyen a Daniel Vega Albela y Jorge Martínez Ríos, originarios de México, Blake Espy de Estados Unidos y Jorge Espinoza de Chile. Todos los miembros son músicos formados, que también se han presentado como solistas y con otras organizaciones en Estados Unidos, México, Japón y el Reino Unido.
Daniel Vega Albela, un miembro fundador del cuarteto, nació en la Ciudad de México, donde empezó a estudiar violín con Yuriko Kuronuma. Su primer reconocimiento fue una medalla de plata en el primer Concurso Nacional de Violín de la Universidad Autónoma de México. A los dieciséis años se mudó a la ciudad de Nueva York para estudiar el instrumento en La Universidad Mannes de Música bajo la tutoría de Sally Thomas. Posteriormente obtuvo su titulación en violín por la Universidad Western, en donde estudió bajo la tutoría de Renata Artman Knific, también obtuvo una segunda titulación de la Universidad Estatal de Kent. Vega se ha presentado con la Orquesta de Cámara de San Cecilia, la Academia Amherst en la Ciudad de México, el Ensamble de Opus 1 y la Cámara Instrumentista del Oeste de Nueva York como un solista, habiendo viajado a Japón y México. De 1994 a 1997 fue maestro de la Academia Yuriko Kuromuna en la Ciudad de México, y en 1997 apareció en el Festival Internacional Cervantino con el Ensamble de las Rosas, (del Conservatorio de las Rosas). Del 2001 al 2003 se presentó con el Interlochen Center for the Arts en Michigan. Muchos de sus estudiantes han recibido reconocimientos locales en Estados Unidos, como aparecer en Who’s Who 2004-2005 junto con otros profesores estadounidenses.
Jorge A. Martínez es un miembro proveniente de Torreón, Coahuila, México. Estudió la viola en el Conservatorio de las Rosas con Gela Dubrova. Fue invitado a tocar en Texas en 1998 y recibió una beca del gobierno mexicano para atender la Universidad Western Michigan en el 2001 y posteriormente recibió una segunda titulación en la Universidad Estatal de Kent.  Martínez se ha presentado con la Filarmónica de México, el Western Piedmont Symphony, la Sinfonía Las Cruces, y Tokyo String Quartet y el Miami String Quartet en lugares como Carnegie Hall, Merkin Hall y la Sinfonía Space en Nueva York, así como el Chicago Center para la Arte y el Palacio de Bellas Artes en la Ciudad de México. Ha dado clases en el Festival del Conservatorio de las Rosas, la Academia Crescendo en Kalamazoo, Míchigan y también en Londres.
Jorge Espinoza es un chelista de Chile. Recibió la beca Gregor Piatigorsky para estudiar y enseñar en el Peabody Institute de la Johns Hopkins University. Ahí estudió el chelo, convirtiéndose en asistente del maestro Stephen Kates. Estudió música de cámara al igual que David Hardy y Andrés Díaz. También tiene una maestría en interpretación musical de Carnegie Mellon, donde estudió bajo la tutoría de David Premo y Anne Martindale Williams, junto con Jorge Román, Lazslo Varga, Dennis Parker y Marcio Carneiro. Ha impartido clases de chelo y música de cámara en el Tercer Seminario Internacional en Venezuela y se ha presentado en el Kennedy Center, Carnegie Hall, Lincoln Center y el Symphony Hall junto con otros lugares en Chile, otras partes de Sudamérica y México.
Blake Espy es un violinista estadounidense con una titulación en presentación musical de la Universidad Western Michigan, una maestría de la Louisiana State University y un diploma de artista de la Universidad Estatal Purchase en Nueva York. Regularmente se presenta con la Orquesta de Filadelfia, la Orquesta Sinfónica de Nueva Jersey, el Ballet de Pensilvania, la Opera de Filadelfia, la Sinfónica Grand Rapids y la Sinfónica Princeton Symphony, así como un concertista con la Orquesta Sinfónica de Las Cruces y la Western Piedmont Symphony. En el 2007, Espy se convirtió en miembro de la Sinfónica New World en Miami Beach donde trabajó como maestro de conciertos y músico de cámara, así como profesor para músicos jóvenes. Ese mismo año, cofundó el Proyecto 440, una organización sin fines de lucro dedicada a entrenar músicos clásicos jóvenes a través de programas comunitarios.
Miembros anteriores incluyeron al violinista George A Figueroa, el chelista Alan Daowz y la violinista Roberta Arruda.

## Historia
El cuarteto fue fundado en la Universidad Western Michigan en el 2001,  por cuatro estudiantes de la institución. Inicialmente, el grupo era de amigos que tocaban casualmente y poco después decidieron convertirse en profesionales. Tiempo después el grupo recibió una comisión de la Sinfónica Space para patrocinar a un segundo cuarteto de Roberto Sierra, el cual se presentó por primera vez en el 2011 con los cuatro músicos.
En el 2003, el compositor Zae Munn escribió Our Hands Were Tightly Clenched para el cuarteto, que se presentó por primera vez en la Escuela de Artes Finas en Chicago ese mismo año. En el 2005, ellos fueron invitados a competir en la Competencia Internacional de Música de Cámara Joseph Joachim en Weimar, Alemania, el único grupo que participó del continente americano, logrando llegar a las finales. El cuarteto se convirtió en residente de la New Mexico State University en el 2006 y han continuado siendo residentes ahí y el LA Western Piedmont de la Sinfónica de Carolina del Norte desde entonces.
Desde el 2009, el grupo se ha presentado alrededor de 500 veces, usualmente en los Estados Unidos y México, pero también han estado en Alemania e Inglaterra.  En el 2010, Cuarteto n.º 2 fue escrito por el compositor puertorriqueño, Roberto Sierra, específicamente para el grupo, patrocinado por la Sinfonía Space en la ciudad de Nueva York. La pieza se presentó por primera vez en el 2011 en el Festival Sonidos Wall to Wall. Ese mismo año, el grupo colaboró con el Cuarteto Latinoamericano para grabar Seresta No.2 para Cuarteto de Doble Cuerda por el compositor brasileño Francisco Mignone.
En 2012, el grupo ganó un Grammy Latino por Mejor Canción Clásica con su interpretación de Brasilero, y en el 2013, fueron invitados por la CONACULTA para grabar música de cámara escrita por José Pablo Moncayo.
En el 2014 el cuarteto presentó una pieza del compositor mexicano Carlos Sanchez-Gutiérrez, patrocinada por el Festival Internacional Cervantino, y lanzó su primer álbum comercial: América Latina: A Musical Canvas el cual fue nominado a un Grammy Latino.
Otros reconocimientos para el trabajo del grupo incluyen la Beca de Investigación y Creatividad de la Universidad Western Michigan y la Beca Creativa y del Consejo de Artes de Carolina del Norte (2009-2010).